# Jillian Michaels
Jillian Michaels est une personnalité d'émission de téléréalité, une animatrice de débat télévisé et une entrepreneuse américaine, originaire de Los Angeles. Elle est principalement connue pour ses apparitions dans les émissions américaines de téléréalité The Biggest Loser et Losing It With Jillian, diffusées sur le réseau NBC, mais aussi dans les débats télévisés de The Doctors. Dans ces derniers, elle et ses copartenaires ont été nommés pour un Daytime Emmy Award pour avoir été hôte de débats télévisés exceptionnel (en anglais, un « Daytime Emmy Award for Outstanding Talk Show Host »), ainsi que l'émission qui l'a été, mais dans la catégorie « débat télévisé d'information exceptionnel » (en anglais, « Outstanding Informative Talk Show »).

## Carrière professionnelle
Comme tous les entraîneurs personnels, Jillian utilise plusieurs techniques de musculation avec ses clients, comme le kick-boxing, le yoga, la méthode Pilates et la pliométrie. Elle détient des certifications de l'AFAA, de la NESTA et de Kettlebell Concepts.
En janvier 2012, Michaels a publié un programme de 90 jours pour perdre du poids, intitulé Body Revolution (en français, la Révolution du corps). Le programme contient des séances d'entraînement, des plans de repas et d'autres régimes d'entraînement personnel.
L'associé de Jillian est Giancarlo Chersich. Ensemble, ils travaillent à Empowered Media, LLC.

### Médias
Jillian Michaels a déjà sorti quinze DVD depuis 2005, dont Ripped in 30, Killer Buns and Thighs et Extreme Shed and Shred. Le dernier DVD sorti est Killer Abs. Avant cela, son précédent DVD a été Kickbox Fastfix, sorti en mars 2012.
En plus de ses DVD, elle est également l'auteur de plusieurs livres sur la santé et le bien-être. Plusieurs de ces livres, comme Master Your Metabolism and Unlimited, ont fait partie de la New York Times Best Seller list,.
Michaels organisa de 2006 à 2009 un débat télévisé hebdomadaire le dimanche sur KFI, chaîne de radio locale de Los Angeles[réf. nécessaire]. Depuis février 2011, elle a également organisé une semaine de podcasting appelée « The Jillian Michaels Show ». En décembre 2011, cet évènement a été parmi ceux qui ont été honorés par Apple dans son  App Store Rewind 2011, en remportant dans la catégorie « Best New Audio Podcast » (en français, « Meilleur nouveau podcast audio »).
Le 21 octobre 2008, elle a sorti un jeu vidéo pour Wii appelé Jillian Michaels' Fitness Ultimatum 2009,. Un an plus tard, elle a sorti la suite appelée Jillian Michaels' Fitness Ultimatum 2010. En 2011, Michaels a sorti deux jeux de plus nommés Jillian Michaels Fitness Ultimatum 2011 et Jillian Michaels Fitness Adventure pour Xbox 360.

### The Biggest Loser
À l'origine, Jillian Michaels était entraîneuse dans la série de téléréalité The Biggest Loser quand l'émission débuta en octobre 2004. Elle y a été pendant deux saisons l'entraîneuse de l'équipe rouge, avant d'être remplacée par Kim Lyons lorsqu'elle quitte l'émission en 2006. Elle retourne en 2007 à l'émission en tant qu'entraîneuse de l'équipe noire, en compétition avec l'équipe rouge de Kim Lyons et l'équipe bleue de Bob Harper. De 2006 à 2008, elle a été aux côtés de Bob Harper pour être l'entraîneuse dans la version australienne de l'émission.
Le 7 décembre 2010, Michales a annoncé via Twitter que la 11e saison de l'émission sera sa dernière.
Le 4 septembre 2012, il a été annoncé que Jillian Michaels retournerait dans l'émission dans la 14e saison.

### Losing It With Jillian
Le 1er juin 2010, NBC a lancé Losing It With Jillian, une série dérivée de The Biggest Loser. Dans l'émission, Jillian se concentre sur une famille par épisode, en visitant leur maison pour qu'ils travaillent en tête-à-tête pendant une semaine,.
Losing It With Jillian a commencé à fonctionner en juin et juillet 2010 sur NBC. En janvier 2012, les huit premiers épisodes de la série sont disponibles en visionnement en ligne.

### Contrat avec CBS Television Distribution
Le 6 mai 2011, CBS Television Distribution a annoncé que Michaels avait signé un contrat de plusieurs années pour devenir coanimatrice du débat télévisé The Doctors, ainsi que de servir de correspondant spécial avec le programme Dr Phil. Michaels avait été une invitée sur le plateau de The Doctors à plusieurs reprises auparavant. Pendant l'émission, Michaels a reçu un segment récurrent appelé Ask Jillian, qui portait principalement sur des sujets de nutrition et l'alimentation.
Michaels a quitté The Doctors en janvier 2012, après une demi-saison seulement de la série, en indiquant que l'arrangement « n'était pas le bon, à la fois celui du spectacle et celui que [elle espérait] ». L'idée de son retour possible sur le plateau en tant qu'invitée n'a pas été écartée. Néanmoins, Michaels continue d'apparaître régulièrement sur Dr Phil.

## Participation à des organismes de bienfaisance
Jillian Michaels est impliquée dans divers organismes de bienfaisance, comme l'évènement Play 60 de la National Football League avec l'aide de la Fondation Clinton pour une génération en meilleur forme, Stand Up to Cancer, Working Wardrobes[réf. nécessaire], Hope for Haiti, Sow a Seed et Dress for Success. Elle se consacre également dans les causes du bien-être des animaux, en aidant par exemple l'association PETA dans le sauvetage d'un cheval de course qui partait pour l'abattoir.
Elle est aussi conseillère à la Journée nationale de danse pour la santé cardiovasculaire, une organisation qui encourage les gens à s'exercer, s'amuser et rire, en dansant pour un cœur sain. En janvier 2012, elle a participé à l'inauguration de la Fondation Clinton avec une conférence sur les « questions de santé : activation du bien-être à chaque génération ».

## Controverses
En 2010, Jillian Michaels fait face à quatre poursuites judiciaires à propos d'un supplément diététique d'ingrédients évoqués dans « Maximum Strength Calorie Control » et « Michaels Maximum Strength Fat Burner », et du processus de désintoxication dans « Triple Process Total Body Detox and Cleanse », cité inefficace et dangereux,,. Dans chaque cas, Michaels a fermement démenti ces allégations, les qualifiant d'« infondées ». Les quatre requêtes ont été finalement rejetées[réf. nécessaire].
Elle a aussi fait l'objet d'une critique dans l'op-ed de l'édition du Los Angeles Times datant du 11 octobre 2010. L'article affirmait que Jillian Michaels « n'était pas un réel préparateur physique, mais une actrice jouant le rôle d'entraîneur à la télévision et en ligne sur des DVD populaires » et a sous-entendu qu'elle avait laissé à sa déchéance plusieurs remises en forme certifiées. Elle a répondu en accusant la poursuite judiciaire de diffamation, affirmant qu'elle avait été un entraîneur physique actif depuis ses 19 ans et qu'aucune de ses certifications sont devenues caduques. Le journal a publié le 28 octobre une correction de ses certifications et citant qu'aucune action en justice n'a été prise.

## Vie privée
Jillian Michaels est née à Los Angeles en Californie de JoAnn McKarus et d'un père inconnu, et a grandi à Santa Monica. Anéantie par le divorce de ses parents quand elle avait 12 ans, elle a dû lutter contre des problèmes de poids au cours de ses premières années d'adolescente. Dans un épisode de The Doctors datant de 2009, elle a montré une photo d'elle quand elle était âgée de 12 ans, en disant qu'elle pesait 175 livres (≈ 79 kg) et mesurait 5 pieds (≈ 150 cm). Elle a commencé à faire face à ces problèmes à l'âge de 14 ans quand sa mère l'a inscrite dans des cours d'arts martiaux. À 17 ans, Jillian commence à travailler comme entraîneur personnel.
Pendant une période, elle travaille comme assistante à l'université d'État de Californie à Northridge, mais aussi comme barman et entraîneur personnel pour subvenir à ses besoins. Après avoir été agent chez ICM Partners, Michaels a ouvert un centre de médecine sportive Sky Sport & Spa à Beverly Hills en 2002.
Jillian Michaels souffre d'un trouble du déficit de l'attention avec hyperactivité ; cette pathologie a été diagnostiquée lors de son enfance.
Jillian Michaels est proche de sa mère, de son frère et de sa sœur cadette,,. Elle est la marraine du fils des acteurs Brian Austin Green et Vanessa Marcil, Kassius, né le 30 mars 2002[réf. nécessaire].
Jillian a déclaré : « Disons simplement que je crois en l'amour sain. Si je tombe amoureuse d'une femme, c'est génial. Si je tombe amoureuse d'un homme, c'est génial. Tant que vous tombez amoureux… c'est comme la nourriture bio. Je ne mange que des aliments sains, et je ne veux que l'amour sain ! »,. Elle a adopté une petite fille Haïtienne en 2012 et a eu un fils la même année avec sa partenaire télévisée Heidi Rhoades,.

## Pour approfondir